# Hernando Tovar
Hernando Tovar Brizneda (ur. 17 września 1937) – piłkarz kolumbijski grający podczas kariery na pozycji pomocnika.

## Kariera klubowa
Karierę piłkarską Hernando Tovar rozpoczął w stołecznym Independiente Santa Fe w 1956 i występował nim do końca kariery w 1965. Z Santa Fe dwukrotnie zdobył mistrzostwo Kolumbii w 1958 i 1960. Ogółem w latach 1956–1965 rozegrał w lidze kolumbijskiej 204 spotkania, w których zdobył 2 bramki.

## Kariera reprezentacyjna
W 1962 roku Tovar został powołany przez selekcjonera Adolfo Pedernerę do kadry na Mistrzostwa Świata w Chile. Na Mundialu był rezerwowym i nie wystąpił w żadnym meczu. Jedyny raz w reprezentacji Kolumbii Tovar wystąpił 1 sierpnia 1965 w przegranym 2-7 meczu eliminacji Mistrzostw Świata z Chile.